# خالد تاج
خالد تاج (ولد في 1966 في القضيبية، البحرين) لاعب كرة قدم بحريني سابق وحاليا مدرب كرة قدم.

## النشأة والتعليم
ولد تاج في عام 1966 في منطقة القضيبية بالعاصمة البحرينية المنامة. نشأ في أسرة تتكون من سبعة إخوة وثلاث أخوات. والده كان يعمل عسكريا وحصل على منزل من قبل أمير البحرين آنذاك عيسى بن سلمان آل خليفة في فريج العمال بالقضيبية.

## المسيرة الرياضية كلاعب
لعب تاج طوال مسيرته الرياضية كلاعب في النادي الأهلي.

## المسيرة الرياضية كمدرب
تم تعيين تاج مدربا للمنامة في موسم 2004-2005. ثم انتقل للعمل مدربا للحد قبل بداية موسم 2005-2006 واستطاع قيادته للتويج ببطولة دوري الدرجة الأولى ومن ثم في الموسم الذي يليه استطاع تثبيت أقدامه في بطولة الدوري الممتاز.
عمل تاج مساعدا لمدرب منتخب البحرين البوسني سيناد كريسو (2007) ثم التشيكي ميلان ماتشالا (2008-2010).
في بداية موسم 2011-2012 تم تعيين تاج مدربا للمنامة حتى نهاية الموسم. تمت إقالة تاج من تدريب المنامة في فبراير 2012 بعدما جمع الفريق ثماني نقاط ليحتل المركز الثامن.
في أكتوبر 2015 تم تعيين تاج مساعد لمدرب المحرق عدنان ضيف بشكل مؤقت بعدما استغنى المحرق عن مدربه الكرواتي السابق رادان غاسانين وذلك حتى يتم التعاقد مع مدرب دائم للفريق.
قبل بداية موسم 2015-2016 تم تعيين تاج مدربا للمحرق لمدة موسم. في فبراير تم فسخ عقد تاج بالتراضي بين الطرفين على الرغم من أن تاج قاد المحرق للتأهل إلى الدور النصف النهائي من بطولة كأس ملك البحرين ولكنه لم يستطع سوى الفوز في 6 مباريات والتعادل في واحدة والخسارة في 3 مباريات من الحد والرفاع والمنامة حيث جمع 19 نقطة بفارق خمس نقاط عن المتصدر في ذلك الوقت الحد وأيضا خسر كأس السوبر البحريني من الحد بركلات الترجيح وخرج من منافسات بطولة كأس الاتحاد البحريني من الدور الأول بعد احتلاله المركز الرابع وتعرضه لأربع خسائر من بينها الخسارة من الاتحاد 1-6 ومن الحد 0-7.
في أبريل 2016 تم تعيينه مدربا لنادي المنامة حتى نهاية الموسم. كان المنامة يحتل المركز الأخير في بطولة الدوري الممتاز ومهدد بالهبوط إلى الدرجة الأولى ولكن استطاع تاج أن يقود المنامة للفوز في ثلاث مباريات من بينها الفوز على المحرق والتعادل مرة والخسارة مرة واحدة ونتيجة لذلك احتل المنامة المركز السابع برصيد 21 نقطة من 18 مباراة بفارق نقطة واحدة عن صاحب المركز التاسع البسيتين وبالتالي نجى من الهبوط. تم تجديد العقد معه لموسم آخر. استطاع تاج أن يبني فريقا نافس من خلال على لقب بطولة الدوري ولكن في الرمق الأخير احتل المنامة الرابع برصيد 30 نقطة من 18 مباراة بفارق ثلاث نقاط فقط عن البطل المالكية. وتوج مهاجمه البرازيلي إيفرتون هدافا للبطولة برصيد 11 هدف مناصفة مع الكونغولي الديمقراطي دوريس سالامو مهاجم المحرق. وفي بطولة كأس ملك البحرين قاد تاج المنامة لتحقيق أولى ألقابه الشخصية وألقاب المنامة على حد سواء بالفوز في المباراة النهائية على المحرق 2-1.
في صيف 2017 قرر تاج عدم تجديد التعاقد مع المنامة والانتقال لتدريب الحد. استطاع تاج أن يقود الحد لجمع سبع نقاط في 9 مباريات بينما خسر الحد في ذهاب الدور الربع النهائي في بطولة كأس الملك من المحرق بهدف نظيف وبعدها توقف الموسم الرياضي في البحرين في ديسمبر 2017.
قبل عدة أيام من بداية بطولة كأس الخليج العربي 23 تم تعيين تاج مساعد لمدرب منتخب البحرين التشيكي ميروسلاف سوكوب. استطاع البحرين احتلال المركز الثاني في المجموعة الثانية بعد الفوز على اليمن والتعادل مع العراق وقطر. وفي الدور النصف النهائي خسر من عمان 0-1 ليخرج من منافسات البطولة. في يناير 2019 شارك البحرين في بطولة كأس آسيا 2019 واستطاع انتزاع المركز الثالث بعد الفوز الهند والتعادل مع الإمارات المستضيف والخسارة من تايلند وبالتالي تأهل إلى الدور الثمن النهائي حيث خسر من كوريا الجنوبية 1-2 ليخرج من منافسات البطولة ويترك تاج منصبه أيضا.
في بداية موسم 2019-2020 وتحديدا في 12 مايو 2019 تعاقد مدينة عيسى من الدرجة الأولى مع تاج ليكون مدربا له لمدة موسم واحد ولكن بعد مرور شهر واحد تلقى تاج عرض من المحرق ليكون مساعد المدرب البرازيلي ماركوس باكيتا وبالتالي قرر فسخ عقده مع مدينة عيسى والانتقال إلى المحرق. شهد هذا الموسم انتشار جائحة فيروس كورونا حيث تم إيقاف الموسم الرياضي وتم إعادته لينتهي في أكتوبر 2020 بدلا من مايو 2020. ساهم تاج في احتلال المحرق المركز الثاني في بطولة الدوري الممتاز برصيد 40 نقطة من 18 مباراة بفارق نقطة واحدة عن البطل الحد حيث خسر المحرق البطولة في الجولة الأخيرة. وفي كأس ملك البحرين ساهم تاج في تتويج المحرق بالبطولة بعد الفوز في المباراة النهائية على الحد بهدف نظيف. وفي بطولة كأس الاتحاد البحريني ساهم أيضا تاج في تتويج المحرق بالبطولة بعد فوزه في المباراة النهائية على البسيتين 4-1. وفي نهاية الموسم قرر تاج ترك المحرق.
في 5 نوفمبر 2020 تعاقد البسيتين مع تاج مدربا للفريق الأول حتى نهاية الموسم. تحت قيادته فاز البسيتين في مباراة واحدة وتعادل في خمس مباريات وخسر في ست مباريات ليحتل البسيتين المركز الأخير برصيد 8 نقاط وكذلك خرج من الدور الثمن النهائي في بطولة كأس ملك البحرين بالخسارة من فريق الدرجة الأولى الحالة 0-2 وأيضا خرج من منافسات بطولة كأس الاتحاد البحريني بعد تلقيه خسارتين في أول مباراتين من ضمنها الخسارة من فريق الدرجة الأولى قلالي  ليتم الاستغناء عن تاج في مارس 2021. في 16 مارس 2021 انتقل تاج ليتولى تدريب النجمة المهدد بالهبوط حتى نهاية الموسم. استطاع تاج أن يقود النجمة للتعادل في ثلاث مباريات والخسارة في مثلهم وبالتالي احتلال المركز الثامن واللعب في ملحق البقاء حيث استطاع أن يقوده للفوز على الاتفاق ثالث بطولة دوري الدرجة الأولى 3-0 في مجموع المباراتين وبالتالي ضمان النجمة البقاء في بطولة الدوري الممتاز.
في 20 أكتوبر 2021 تعاقد النجمة مع تاج لتولي تدريب الفريق الأول لمدة موسم ونصف الموسم خلفا للبرتغالي لويس ديوغو المستقيل.

## الإنجازات والألقاب
- كمدرب
  - المنامة
    - كأس ملك البحرين (1): 2017

## الحياة الشخصية
متزوج ولديه ابن (محمد) وابنة.